# Borbacha bipardaria
Borbacha bipardaria är en fjärilsart som beskrevs av Holloway 1982. Borbacha bipardaria ingår i släktet Borbacha och familjen mätare. Inga underarter finns listade i Catalogue of Life.